# Woodseaves (Shropshire)
Woodseaves – przysiółek w Anglii, w Shropshire, w dystrykcie (unitary authority) Shropshire. Leży 3,2 km od miasta Market Drayton, 26,6 km od miasta Shrewsbury i 222,6 km od Londynu. W latach 1870–1872 miejscowość liczyła 268 mieszkańców.